# Phryneta escalerai
Phryneta escalerai är en skalbaggsart som beskrevs av Báguena och Stefan von Breuning 1958. Phryneta escalerai ingår i släktet Phryneta och familjen långhorningar. Inga underarter finns listade i Catalogue of Life.